# Santo Antônio da Patrulha
Pour les articles homonymes, voir Santo Antônio.
Santo Antônio da Patrulha est une ville brésilienne de la mésorégion métropolitaine de Porto Alegre, capitale de l'État du Rio Grande do Sul, faisant partie de la microrégion d'Osório et située à 73 km à l'est de Porto Alegre. Elle se situe à une latitude de 29° 49′ 49″ sud et à une longitude de 50° 31′ 31″ ouest, à 9 m d'altitude. Sa population était estimée à 37 910 en 2007, pour une superficie de 1 049 km2. L'accès s'y fait par les BR-290, RS-030 et RS-474.
Le nom de la municipalité vient du saint patron de l'endroit, Saint Antoine (Santo Antônio), associé à celui de la garnison (patrulha) qui avait été installée pour protéger et contrôler les mouvements commerciaux et des conducteurs de bétail vers le centre du pays. C'est une des quatre communes les plus anciennes du Rio Grande do Sul.
La population est composée de descendants de colons allemands, portugais, polonais et d'esclaves.
L'économie de Santo Antônio da Patrulha est principalement axée autour du secteur primaire, mais est en train de s'industrialiser. Le riz est cultivé de manière intensive, mais la culture de la canne à sucre - qui produit une cachaça renommée -, les haricots, le maïs, le tabac, le manioc et les élevages bovin, ovin et de poulets sont le fait de petits producteurs.
On trouve sur le territoire de la commune la Lagoa dos Barros, lieu d'activités touristiques.

## Villes voisines
- Rolante
- Riozinho
- Caraá
- Osório
- Capivari do Sul
- Viamão
- Glorinha
- Taquara